# チョコブランカ
チョコブランカ（ChocoBlanka、1986年7月28日 - ）は、日本人初の女子プロゲーマー。夫もプロゲーマーのももち。本名は百地 裕子（ももち ゆうこ）。出身は兵庫県。

## 人物
プロゲーマーになる前は自動車ディーラーで営業をしていた。プロになったきっかけは『ストリートファイターIV』の対戦にて、当時日本一の強さを誇り、後にプロゲーマーになるマゴのサガットを倒したことから。当時最強だったサガットを倒した女性ということでネット上で話題になり、アメリカのプロチームEvil Geniusesからスカウトされた。使用キャラクターはブランカ。愛称はゆっちょ。元々は名古屋で活動していたが、現在は東京に拠点を移している。
2015年10月から株式会社忍ismを設立し、後進の育成、コミュニティ支援、大会運営、プロゲーミングチーム運営、女性ゲーマー応援チームP2G運営、など幅広く活動している

## エピソード
・株式会社忍ismでは取締役を務め、イベントを開催するなど、コミュニケーションを取る事を大切にすることに重きを置いている。
・夢は「未来を創る事」で、自分は「未来につながる樹を植えていきたい」と思っている。

## 映画
- ドキュメンタリー映画『リビング ザ ゲーム』2018年3月3日より公開[2]

## 連載
- imidas - イミダス（集英社）「プロゲーマー百地裕子 毎日がまるでストリートファイター」[3]2017年8月17日より連載開始